# Vince Mariani
Vince Mariani é um compositor musical, vocalista e baterista texano, conhecido por seu trabalho com a banda Mariani. Segundo o artigo de doutorado "The Austin Music Scene in the 1970s: Songs and Songwriters" (Craig Dwight Hillis, 2011), "Vince é um baterista de rock progressivo extremamente talentoso e muito popular na cidade de Austin na década de 1960."

## Carreira
Na década de 1960, Vince tocou com as bandas Zephyr, The Böenzee Cryque e Herbie Rich & The Electric Flag.
Em 1969, Vince teve seu nome cotado como provável substituto do baterista Mitch Mitchell na banda The Jimi Hendrix Experience. Para as audições, ele gravou uma fita demo com as músicas "Pulsar" e "Boots". Porém, a pequena gravadora "Sonobeat Records", queria formar uma nova banda para repetir o sucesso alcançado por Johnny Winter em seu álbum The Progressive Blues Experiment (posição de #49 na Billboard) lançado sob o este selo. Bill Josey Sr., produtor musical e um dos donos da gravadora, contactou o requisitado Vince Mariani, e o convenceu a sair das audições da banda do Hendrix para formar uma banda nova. A gravadora então lançou o single "Pulsar/Boots" (num disco de vinil de 45 RPM), com pouquíssimas alterações nas gravações que o Vince fez para as audições, no mercado. Por se tratar de um single somente com solos de bateria, o single foi um fracasso (alguns anos antes, um single similar, contendo somente solo de bateria do legendário baterista Sandy Nelson, foi lançado, e foi um tremendo sucesso).
Meses depois, a gravadora recrutou Eric Johnson (por indicação do Vince), um então desconhecido guitarrista de 15 anos, para formar a banda. Seu talento e suas pirotecnias na guitarra fizeram com que a banda começasse a galgar uma legião de fãs. Jay Podolnick, baixista, foi o último integrante da banda, que recebeu o nome de Mariani. Em 1970, a gravadora lançaria o álbum Perpetuum Mobile, com todas as músicas compostas por Vince Mariani.

### Parceria comEric Johnson
A parceria de Vince com o Eric Johnson renderia bons frutos além do Mariani. Pode-se dizer que Vince foi o mentor musical de Eric, uma vez que quando Eric entrou para a banda, ele tinha apenas 15 anos. Além disso, é de Vince a composição da música "Lonely in the Night", e a co-autoria (junto com o Eric) de "Desert Rose". Além disso, foi ele quem inspirou o nome do álbum Tones (o primeiro álbum de Eric Johnson lançado no mercado) e redigiu o texto presente na capa do álbum, em que ele fala sobre o Eric Johnson.

## Discografia

### Solo
- 1969 - Puslar/Boots (Single - Vinil 45 RPM)[7]

### ComMariani
- 1970 - Memories - Re-Birthday (LP - single)
- 1970 - Perpetuum Mobile[8] (O álbum foi gravado em 1970, mas lançado em 2001)
- 2012 - Perpetuum Mobile (bonus Tracks)

### Outros Trabalhos
- 1986 - Roky Erickson - Gremlins Have Pictures (Vince foi o engenheiro musical do álbum)
- 2005 - Roky Erickson - I Have Always Been Here Before: The Roky Erickson Anthology (Vince foi o engenheiro musical do álbum)